# Stazione di Kanzakigawa
La stazione di Kanzakigawa (神埼川駅?, Kanzakigawa-eki) è una stazione delle Ferrovie Hankyū situata nel quartiere di Yodogawa-ku a Osaka. La stazione ha due binari e vi fermano solo i treni locali e i semiespressi in direzione Umeda. Il nome Kanzakigawa deriva dal fiume Kanzaki che scorre nell'area circostante.

## Binari
| Bin. sud  | ■ Linea Kobe (Direzione Kobe)  | Per Nishinomiya-kitaguchi・Sannomiya・Shinkaichi |
| Bin. nord | ■ Linea Kobe (Direzione Osaka) | Per Jūsō・Umeda                                  |